# Campina das Missões

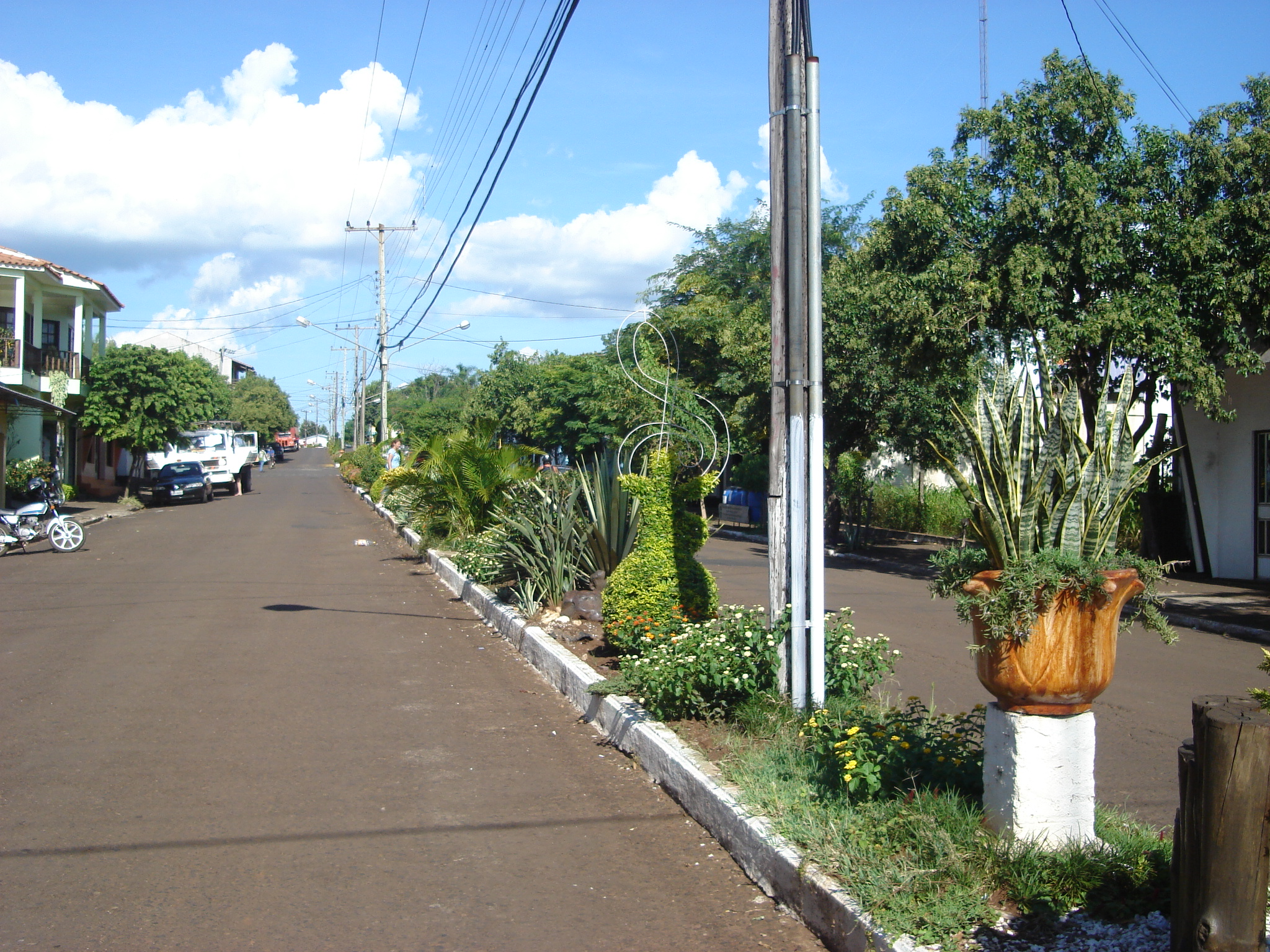
Av. santatereza de Campina das Missões.

Campina das Missões es un municipio brasilero del estado de Rio Grande do Sul.
Se encuentra ubicado a una latitud de 27º59'20" Sur y una longitud de 54º50'22" Oeste, estando a una altitud de 163 metros sobre el nivel del mar. Su población estimada para el año 2004 era de 6.622 habitantes.
Ocupa una superficie de 227,91 km².
- Datos: Q1786644
- Multimedia: Campina das Missões / Q1786644